# Lavalle (metropolitana di Buenos Aires)
Lavalle è una stazione della linea C della metropolitana di Buenos Aires, Argentina.
Si trova sotto calle Esmeralda, nel tratto compreso tra calle Lavalle e calle Tucumán, nel barrio di San Nicolás.
La stazione è stata proclamata monumento storico nazionale il 16 maggio 1997.

## Storia
La stazione è stata inaugurata il 6 febbraio 1936, quando fu aperto al traffico il secondo segmento della linea C compreso tra Diagonal Norte e Retiro. L'interno è decorato con una serie di maioliche con paesaggi spagnoli realizzati dalla ditta Hijos de Ramos Rejano di Siviglia nel 1934.

## Interscambi
Nelle vicinanze della stazione effettuano fermata diverse linee di autobus urbani ed interurbani.
- Fermata autobus

## Servizi
La stazione dispone di:
- Biglietteria a sportello
- Biglietteria automatica